# Jeddah TV Tower
A Jeddah TV Tower (nome em inglês de: Torre de TV de Gidá) é uma torre localizada em Gidá, segunda maior cidade da Arábia Saudita, com 250 metros. Foi completada no ano de 2006.